# Chevalierella elaeidis
Chevalierella elaeidis is een vlinder uit de familie snuitmotten (Pyralidae). De wetenschappelijke naam van deze soort is voor het eerst geldig gepubliceerd in 1943 door Ghesquière.
De soort komt voor in tropisch Afrika.